# Esther Acebo
Pour les articles homonymes, voir Acebo.
Esther Acebo est une actrice et animatrice de télévision espagnole, née le 19 janvier 1983 à Madrid. Elle est notamment connue pour avoir joué Monica « Stockholm » Gaztambide dans la série La casa de papel.

## Biographie
Esther Acebo débute au théâtre à l'école, et poursuit cet art jusqu'à l'université, avant de jouer dans des publicités et des courts métrages. Elle étudie cependant dans le domaine sportif, à l'Université de Castille-La Manche. En 2007, elle fait son premier exercice à la télévision : elle anime l'émission pour enfants Kosmi Club sur la chaîne régionale Castilla-La Mancha Media (es), après avoir répondu à une annonce dans la presse. Elle continue l'année suivante avec la présentation annuelle de la cabalgata de Reyes jusqu'en 2011, année où Acebo quitte la chaîne. Elle effectue ensuite son travail d'animatrice pour l'émission Cosmonews de Cosmopolitan TV et sur Non Stop People.
Elle débute dans la fiction par des courts métrages et des rôles épisodiques dans les séries télévisées Madrid DF et Ange ou Démon, puis dans le film Los Encantados (es) de Roll Hermel LOUKEBENE (es), long métrage jamais porté sur grand écran faute de financement. Elle joue également au théâtre, et notamment dans les pièces Frankie & Johnn, dirigée par Magüi Mira (es), et Anoche soñé que me soñabas, écrite et dirigée par Carlos Zamarriego.
Esther Acebo connaît un succès international après son rôle dans la série La casa de papel, diffusée en 2017 sur Antena 3, dans laquelle elle joue Mónica Gaztambide, un personnage qui gagne en importance au fil des épisodes. Elle est nommée l'année suivante pour ce rôle aux Awards de l'Unión de Actores y Actrices.

## Filmographie
Sauf indication contraire, les informations mentionnées dans cette section peuvent être confirmées par la base de données cinématographiques IMDb,  présente dans la section « Liens externes ».

### Cinéma
- 2013 : Die Krise de Jesús Plaza : Mari Carmen
- 2014 : Habla o Revienta de Víctor Martín León et Ezequiel Romero (court métrage) : femme en colère
- 2016 : Baraka de Néstor Ruiz Medina (court métrage) : Laura Miñet
- 2016 : Los Encantados (es) de Ricardo Dávila (es) : Amnesia Carrasco
- 2018 : En algún lugar de Rusia de Néstor Ruiz Medina (court métrage)

### Émissions télévisées
- 2007-2011 : Kosmi Club sur CMM TV (es)
- 2007-2011 : Cabalgata de Reyes sur CMM TV (es)
- 2012-2013 : Cosmonews sur Cosmopolitan TV
- 2015-2018 : animatrice sur Non Stop People

### Séries télévisées
- 2010 : Madrid DF, épisodes 1 et 2, El señor Shito Kai Murayama et Julieta se va para siempre : Irene
- 2011 : Ange ou Démon, saison 2 épisode 3, Jeunesse éternelle
- 2017-2021 : La casa de papel : Mónica «Stockholm» Gaztambide
- 2018 : Antes de perder : Diana

### Clip
- 2002 : Aserejé de Las Ketchup

## Théâtre
- 2014 : Petra, adaptation des Larmes amères de Petra von Kant de Rainer Werner Fassbinde écrite et dirigée par Estefanía Cortés : Petra[3]
- 2015 : Solo con tu amor no es suficiente, écrit et dirigé par Iñigo Guardamino : Edurne[4]
- 2018 : El ojo de la aguja, adaptation de Mademoiselle Julie d'August Strindberg écrite et dirigée par Estefanía Cortés : Julia[5]
- 2018 : Frankie & Johnn, dirigée par Magüi Mira (es)
- Anoche soñé que me soñabas[Quand ?], écrit et dirigé par Carlos Zamarriego

## Distinction
- Unión de Actores y Actrices 2018 : nomination au meilleur rôle féminin pour La casa de papel